# Thunder in Paradise
Thunder in Paradise es un especial de una hora de la cuarta temporada de la serie juvenil The Thundermans transmitido por la cadena de televisión Nickelodeon. Este especial se estrenó el 24 de junio de 2017. También tuvo un estreno el 28 de septiembre de 2017.

## Sinopsis
Los Thundermans se dirigen a Hawáii para unas vacaciones que planearon. Sin embargo, cuando Phoebe (Kira Kosarin) accidentalmente absorbe los poderes malignos de Dark Mayhem, ella se determina a completar su plan para la dominación del mundo y debe ser detenida.

## Elenco
- Kira Kosarin como Phoebe Thunderman
- Jack Griffo como Max Thunderman
- Addison Riecke como Nora Thunderman
- Diego Velazquez como Billy Thunderman
- Chris Tallman como Hank Thunderman
- Rosa Blasi como Barb Thunderman
- Maya Le Clark como Chloe Thunderman
- Jamieson Pierce como Dark Mayhem (voz)
- Omid Zader como Dark Mayhem

## Recepción
Gracias a muchas promociones en televisión, YouTube y en medios sociales, este especial logró un alto índice de audiencia, con un total de 2.43 millones de espectadores, siendo este, el episodio más visto de la serie en casi 2 años, sólo detrás del estreno de la temporada, el pasado 27 de junio de 2015, con un total de 2.42 millones de espectadores. El especial tuvo un índice en adultos entre 18 a 41 años de edad, de 410 000 espectadores, siendo este el programa #15 más visto en televisión en ese día y el programa infantil #1 en la semana.
El 15 de octubre de 2016, Nickelodeon mostró un final alternativo de 2 minutos, y en esta repetición, se logró reunir a 1.76 millones de espectadores.